# Harald Riesenfeld
Ernst Harald Riesenfeld, född 8 februari 1913 i  Freiburg im Breisgau, Tyskland, död 9 juli 2008 i Uppsala, var en svensk exeget. 

## Biografi
Harald Riesenfeld var son till professorn i Freiburg, Ernst Riesenfeld, och dennes hustru Hanna, född Johansson. I hans ungdom flyttade familjen tillbaka till Sverige, och han studerade därför vid Uppsala universitet, där han efter filosofisk ämbetsexamen började studera teologi. Under åren 1944-1945 var han ordförande för Uppsala studentkår. År 1947 doktorerade han och blev docent i Nya testamentets exegetik, med sin avhandling Jésus transfiguré. Därefter verkade han som predikant vid Loka brunn. År 1952 fick han en kaptens grad vid I 13 sedan han 1941 blivit officer. Han utsågs 1953 till professor i Nya testamentets exegetik vid Uppsala universitet, en post han hade till 1979. Åren 1955-1959 var han teologiska fakultetens dekanus. År 1979 var han tillförordnad professor i exegetik vid universitetet i Tübingen.
Åren 1972-1981 var Riesenfeld ledamot av 1973 års bibelkommission, och deltog där som sakkunnig i den översättning av Nya testamentet som utkom 1981, och vilken ingår i Bibel 2000.
Vid sidan av sin ordinarie tjänst hade Harald Riesenfeld flera särskilda uppdrag, däribland som förste vice scoutchef vid Sveriges scoutförbund (1954-1956). Han ingick i flera internationella forskarsällskap, och blev 1959 teologie hedersdoktor i Paris, sedermera även i St. Andrew. Han var ledamot av Kungliga Vetenskapssamhället i Uppsala, Kungliga Humanistiska Vetenskapssamfundet i Uppsala, Nathan Söderblom-sällskapet, Vetenskaps-Societeten i Uppsala. Det Kongelige Norske Videnskabers Selskab i Trondheim, korresponderande ledamot av British Academy. Åren 1968-1969 var han president i Studiorum Novi Testamenti Societas, den internationella nytestamentliga vetenskapssammanslutningen. 1961 invaldes han som hedersledamot i Föreningen Heimdal, och han var inspektor för Västmanlands-Dala nation 1966-1981.
På grund av Svenska kyrkans utveckling under 1950-talet och framåt konverterade Riesenfeld på äldre dagar till romersk-katolska kyrkan.
År 1944 gifte han sig med bibliotekarien vid Uppsala universitetsbibliotek, filosofie kandidat Blenda Hedin (1913-2008), dotter till professor Sven Gustaf Hedin och Gunhild Sanne. Han var systerson till professorn i fysiologi Jöns Johansson och statsgeologen Harald Johansson. 
Harald Riesenfeld är begravd i Bjursås i Dalarna.